# Piedra Museo
Piedra Museo es un importante yacimiento arqueológico descubierto a principios del siglo XX por el paleontólogo argentino Florentino Ameghino a 125 km al norte de Pico Truncado, provincia de Santa Cruz, Argentina. La primera descripción publicada del sitio, incluyendo algunas fotografías, fue dada por el arqueólogo Francisco de Aparicio como resultado de un viaje de exploración que realizó al territorio de Santa Cruz. Posteriormente, algunos resultados obtenidos en este sitio han evidenciado una presencia humana tan antigua que cuestiona las teorías sobre la llegada del hombre a América. En sus cercanías se halla el monumento natural Bosques Petrificados.

## Investigaciones arqueológicas
El sitio ha sido excavado en 1995 por la arqueóloga argentina Laura Miotti (Universidad Nacional de La Plata). La datación por radiocarbono de muestras analizadas en Estados Unidos establecieron la antigüedad de las evidencias de ocupaciones humanas encontradas en hasta 11 560 años antes del presente (adP), en tanto los del cercano yacimiento de Los Toldos datan de 12 890 ± 90 años adP. Esto hace que se los considere los asentamientos humanos más antiguos de Argentina y entre los más antiguos de Sudamérica, junto a Monte Verde (Chile), Pedra Furada (Brasil) y Cueva del Guitarrero (Perú).
Los descubrimientos de Piedra Museo y otros yacimientos antropológicos de América como Topper (Carolina del Sur, EE. UU.), y los mencionados Monte Verde y Pedra Furada, han replanteado completamente la teoría predominante sobre el poblamiento de América (teoría del poblamiento tardío) fundada sobre la Cultura Clovis, que sostiene que el hombre llegó al continente americano hace aproximadamente 13 500 años, y han dado fundamento a una nueva teoría del poblamiento temprano de América, que ubica la fecha de ingreso entre 25 000 y 50 000 años adP[cita requerida], al mismo tiempo que modifica las teorías sobre las rutas de entrada y difusión por el continente.